# كاستيلوني دي سواسا
كاستيلوني دي سواسا هي كومونا (بلدية) وتقع في مقاطعة أنكونا في منطقة ماركي بإيطاليا. وتشتهر بمنتزه سواسا الأثري، وهي مدينة رومانية قديمة.
تقع كاستيلوني دي سواسا على تل وبالقرب من نهر كيسانو، وتسمى هذه البلدة أيضًا «بالمدينة الخضراء» بسبب نشاط حضانتها المزدهر. توجد أسفل القلعة (والتي تعود إلى القرون الوسطى) بقايا بلدية سواسا الرومانية، والتي كانت على طريق فلامينيا المؤدي إلى مدينة سينا جاليكا (سينيغاليا).
بدأت هيئة الرقابة الأثرية في منطقة ماركي وتحديدًا من عام 1987 برنامجًا للحفريات، الذي سمح لهم باكتشاف العديد من المعالم الأثرية مثل: شارع البازلت القديم، ومنتدى تجاري، وقبرتين، ومدرج روماني، وقبل كل شيء، المسكن الأرستقراطي الغني الذي أصبح «الحديقة الأثرية».

## المعالم السياحية الرئيسية
- يقع قصر كومبيانو- ديلا روفيري، مقر المتحف الأثري، في المركز التاريخي. وهذا القصر يملك بوابة جميلة من القرن السادس عشر وفناء جميل.
- كنيسة SS. بيترو إي باولو، والتي تعود إلى النصف الثاني من القرن السادس عشر. وهذه الكنيسة تضم عملاً يخص الفنان فيفياني (القرن السادس عشر) وأحد الأعمال التي وقعها أسكانيو كاسولا (1674).

وخارج المدينة وفي كنيسة سان مارتينو الريفية، تُعرض لوحة قماشية قديمة للرسام إركول رامازاني (القرن السادس عشر).
تقع منطقة سواسا الأثرية أسفل الوادي (منطقة بيان فولبيلو) من قرية القرون الوسطى.

## التقاليد والأحداث
وفي كل عام من فصل الربيع يقام «عيد الغفران»، وهو أهم حدث ديني في العام، يليه معرض يوم الإثنين المتتالي.
كان البصل من أهم الأطعمة في الاقتصاد المحلي (كان «الكاستيليونيون» مشهورين باسم «مزارعي البصل»)، ولهذا السبب أصبح فيستا ديلا كيبولا («مهرجان البصل») مقصدًا سياحيًا. وفي عطلة نهاية الأسبوع الأولى من شهر سبتمبر يأتون سكان البلدة بعروض متنقلة وأكشاك تذوق الطعام مع وصفات سرية ونضرة تعتمد على البصل.